# هدیه

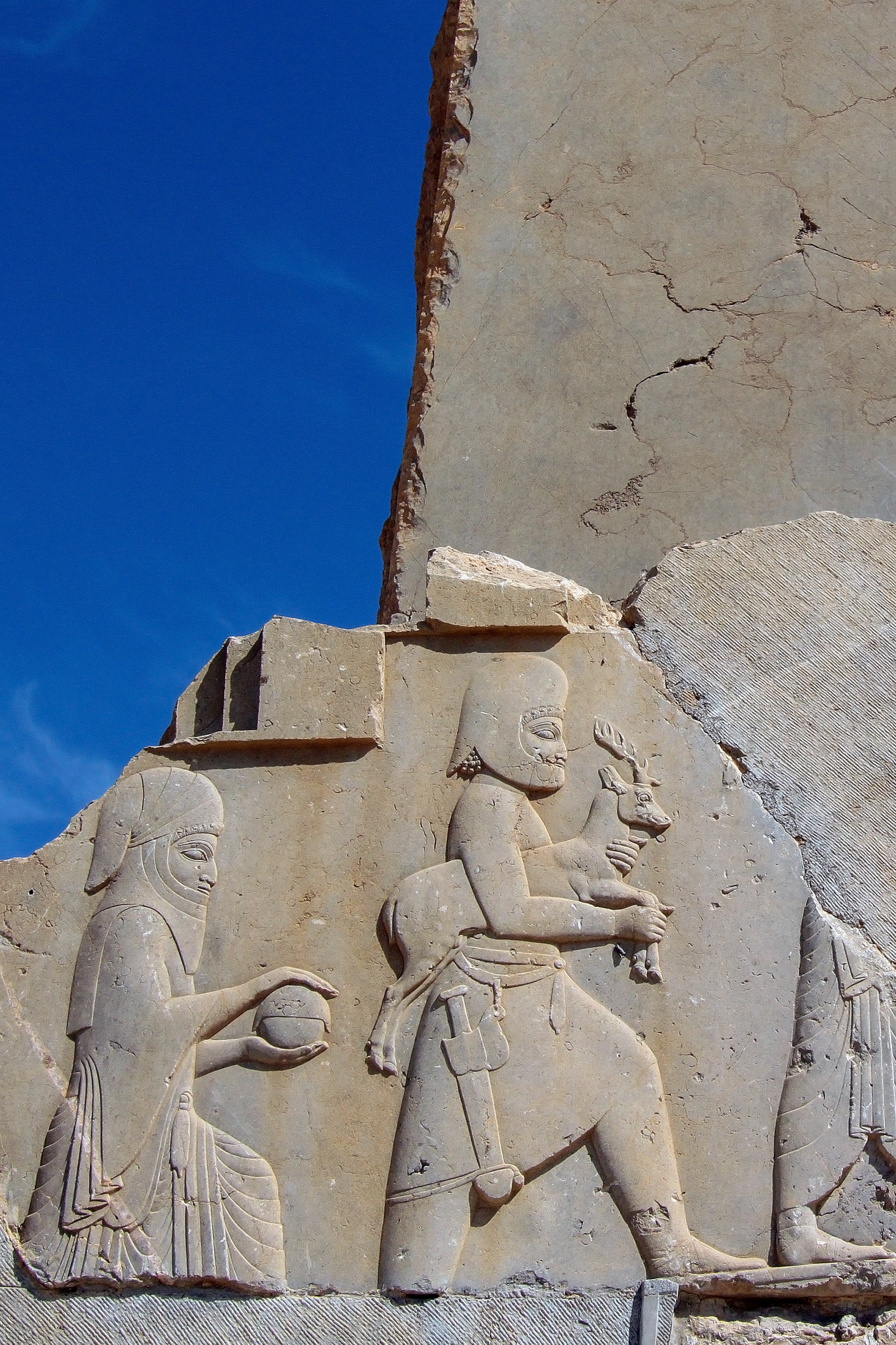
پیشکش‌ها به پیشگاه شاه، تخت جمشید.

هدیه یا کادو، که به آن دهش، پیشکش، ارمغان یا تحفه نیز می‌گویند، چیزی است که آن را بدون انتظار دریافت چیزی دیگر به شخص دیگری تقدیم کنند. اگر چه ممکن است در مقابل هدیه دادن، چشمداشت هدیه‌ای متقابل داشت، اما هدیه چیزی است که آن را به رایگان می‌بخشند و نشانه لطف می‌باشد.
هدیه می‌تواند هر چیزی باشد که سبب خشنودی دیگری شود یا از غمش کاسته شود، به‌ویژه خدمتی چون بخشندگی یا مهربانی.

## مناسبت‌ها
مردم سراسر جهان به مناسبت‌های گوناگون هدیه می‌دهند یا می‌گیرند، از جمله به مناسبت‌های:
- اشتغال و شروع به کار
- بازنشستگی
- تبلیغات
- جشن‌ها
- خانهٔ نو
- ره‌آورد سفر (سوغات)[۷]
- عیدی
- زادروز
- روز عشق
- روز مادر[۸]
- روز پدر
- زایمان
- سال نو
- سپاسگزاری
- عروسی
- فارغ‌التحصیلی
- قبولی در امتحانات
- مجلس ترحیم
- مراسم دینی
- نامزدی
- همکاری
- یادبود[۹]
- دوستی[۱۰]

## در تاریخ
محمد در سال ششم هجرت سفیرانی به کشورهای خارج فرستاد و طی نامه‌هایی فرمانروایان این کشورها را به آیین توحید و اسلام دعوت کرد. نامه‌ای نیز به مقوقس فرمانروای مصر نوشت و او را به آیین اسلام دعوت نمود. اگرچه مقوقس اسلام را نپذیرفت، اما هدایایی برای محمد فرستاد. در میان این هدایا کنیزی بود به نام ماریه که پیامبر وی را به حفصه بخشید ولی بعداً به همسری محمد رسید.